# Montagu Brocas Burrows
Montagu Brocas Burrows, britanski general, * 1894, † 1967.